# Casa-Museu de Miguel Hernández
La Casa-Museu de Miguel Hernández és la casa on va viure el poeta Miguel Hernández amb la seua família després de traslladar-se des de la casa on vivia quan va nàixer (situada al carrer San Juan o Antonio Pinies). En ella va créixer fins que va anar-se'n a Madrid. Està enclavada a la falda de la muntanya de san Miguel, al costat del Col·legi del patriarca o Col·legi de Santo Domingo on Hernández va estudiar durant alguns anys.
Es tracta d'una construcció típica d'Oriola, de planta única. S'hi conserven records de la família i fotografies de Miguel i la seua família. Té dos dormitoris, la cuina, el vestíbul i dues habitacions més.
A més, la casa compta amb un xicotet jardí amb un pou, un graner construït adossant una planta superior en la part posterior de la casa i el corral de dimensions àmplies on el pare de Miguel guardava el bestiar, ja que era tractant de ramat. A més conserva un petit hort on la família plantava per a consum propi. En aquest hort es troba la figuera en la qual Miguel solia recolzar-se per escriure i a la qual va dedicar alguns poemes.
En 2001 es van utilitzar les seues instal·lacions per al rodatge de la minisèrie biogràfica Viento del pueblo. Miguel Hernández.

## Galeria

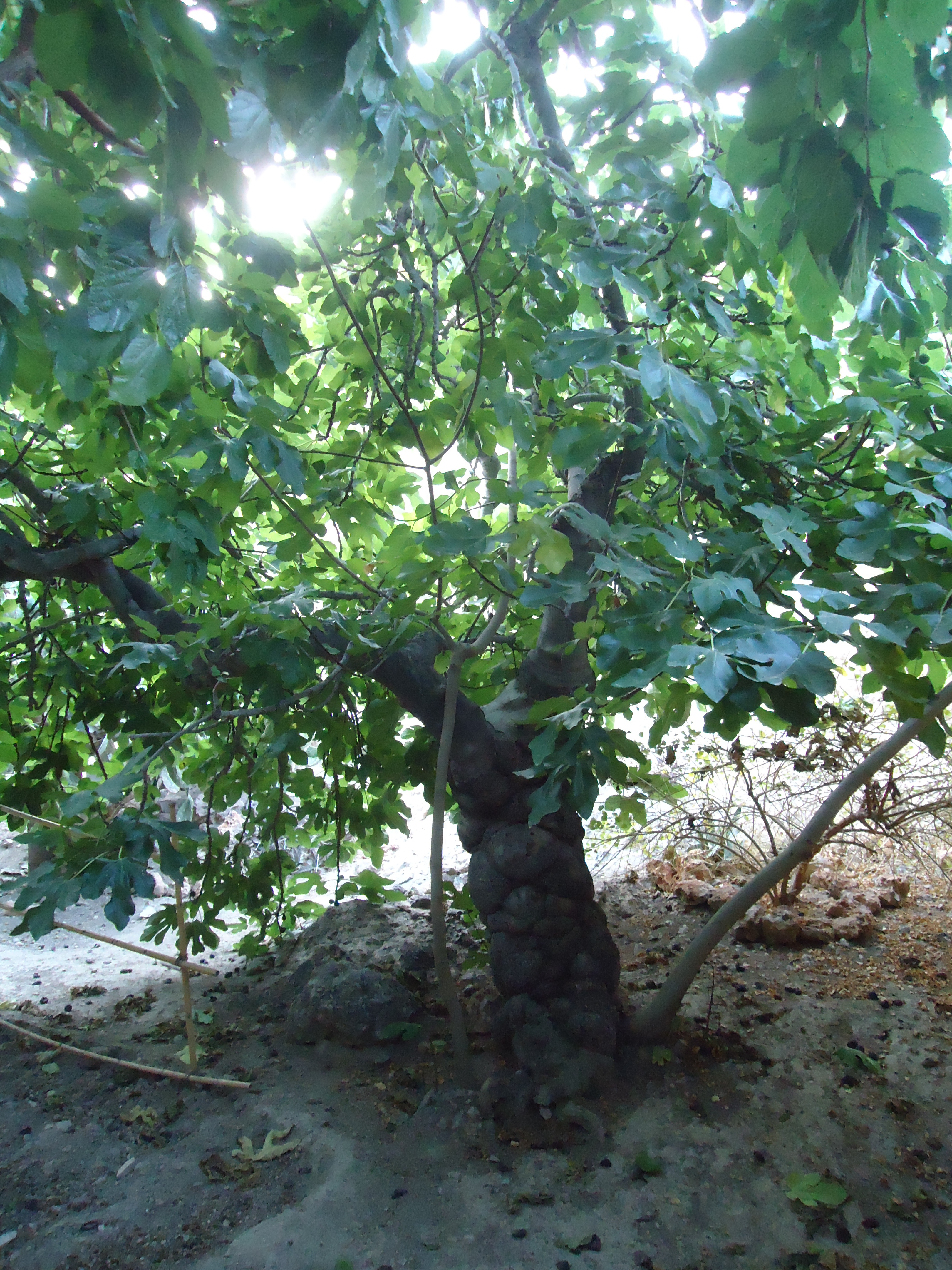
Figuera sota la qual escrivia i passava les seues estones Miguel Hernández.
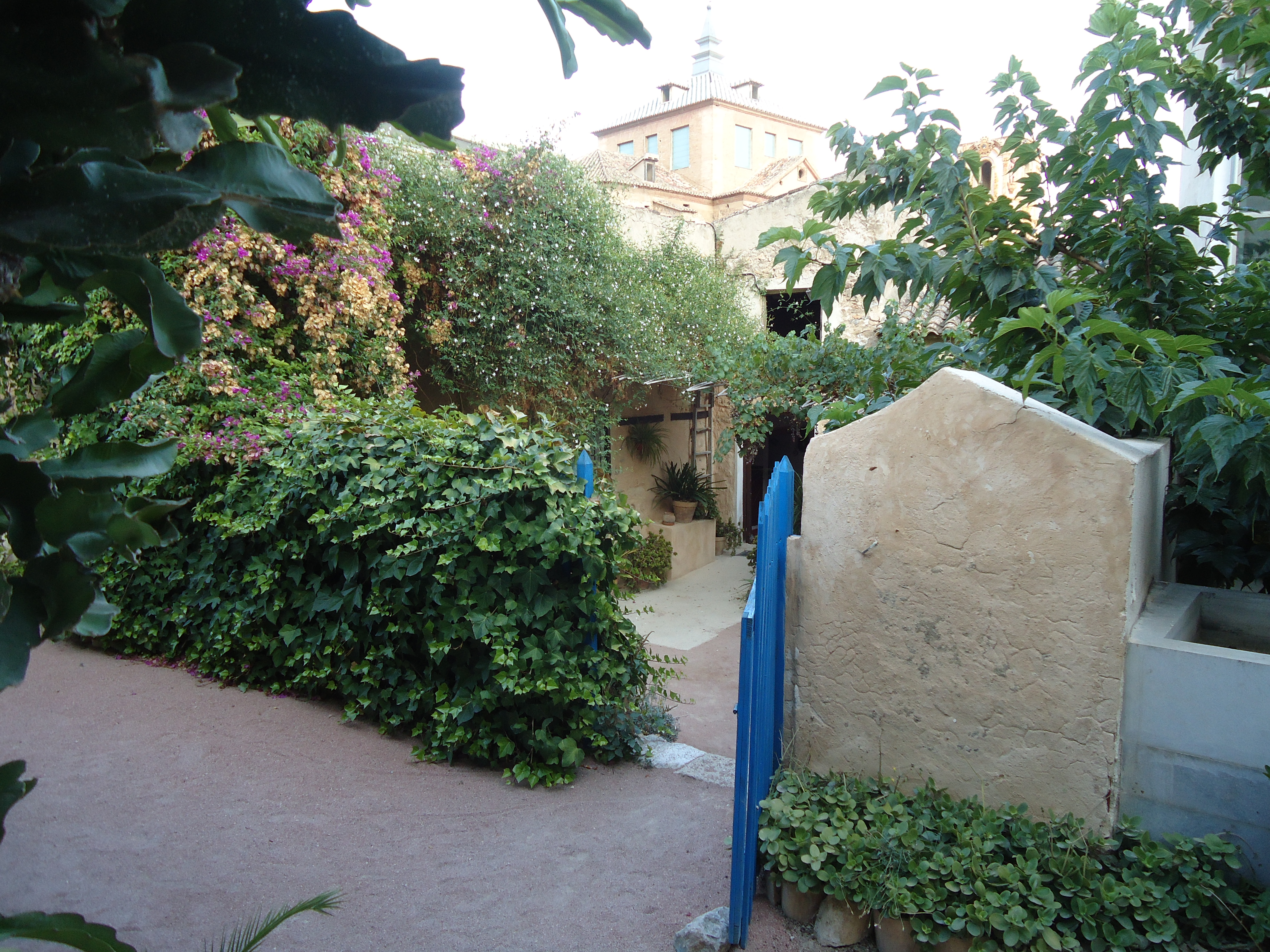
Pati de la casa, amb el Convent de Sant Doménec al fons.